# Dubai Tennis Championships 1994
Il Dubai Tennis Championships 1994 è stato un torneo di tennis giocato sulla cemento. 
È stata la 2ª edizione del Dubai Tennis Championships, 
che fa parte della categoria World Series nell'ambito dell'ATP Tour 1994.
Il torneo si è giocato al Dubai Tennis Stadium di Dubai negli Emirati Arabi Uniti, dal 31 gennaio al 7 febbraio 1994.

## Campioni

### Singolare
Magnus Gustafsson ha battuto in finale  Sergi Bruguera con il punteggio di 6–4, 6–2

### Doppio
Todd Woodbridge /  Mark Woodforde hanno battuto in finale  Darren Cahill /  John Fitzgerald con il punteggio di 6–7, 6–4, 6–2